# Шульман, Иосиф Абрамович
Ио́сиф Абра́мович Шу́льман (1912—1990) — советский и белорусский режиссёр документальных, научно-популярных и игровых фильмов. Заслуженный деятель искусств БССР (1964). Член ВКП(б) с 1940 года.

## Биография
С 1930 года после окончания Могилёвского педагогического техникума работал учителем в деревне Милашевка Могилёвской области. В 1936 году окончил режиссёрский факультет ВГИКа и стал режиссёром киностудии «Советская Беларусь» (ныне «Беларусьфильм»). Во время Великой Отечественной войны служил штурманом и стрелком в ВВС. 24 октября 1941 года тяжело ранен.
В 1980 году его сын эмигрировал в Канаду. Для властей это было предательством. Его вызвали в ЦК, лишили всех званий и регалий и запретили заниматься своей профессией. Ему рекомендовали не общаться с сыном.
Он эмигрировал из СССР, уехал в Австралию с семьёй дочери, где и прошли его последние годы.

## Награды
- заслуженный деятель искусств БССР (1964).
- орден Отечественной войны I степени (13.6.1945)
- орден Красной Звезды (31.12.1942)
- медаль «За отвагу» (22.11.1942)

## Фильмография
- 1954 — Новый Минск (короткометражный)
- 1955 — Зелёные огни (совместно с С. И. Сплошновым)
- 1958 — Счастье надо беречь
- 1959 — Строгая женщина
- 1960 — Человек не сдаётся
- 1964 — Криницы
- 1966 — Чужое имя
- 1967 — И никто другой
- 1970 — Нечаянная любовь
- 1973 — Парашюты на деревьях (телевизионный)
- 1976 — Всего одна ночь
- 1978 — Встреча в конце зимы